# Ordine della Croce d'onore (Schwarzburg)
L'ordine della Croce d'onore fu un ordine cavalleresco comune ai principati di Schwarzburg-Rudolstadt e Schwarzburg-Sondershausen.

## Storia
L'ordine venne fondato dal principe Federico Günther di Schwarzburg-Rudolstadt il 20 maggio 1853. Il 28 giugno 1857 egli siglò una convenzione con suo cugino, il principe Günther Federico Carlo II di Schwarzburg-Sondershausen col quale concesse ai due principati di disporre di questa stessa onorificenza, appartenendo i due principi a due rami differenti, ma della stessa casata.
Originariamente la Croce d'onore veniva concessa in tre sole classi, alle quali si aggiunse una quarta nel 1873. La prima e la seconda classe si distinguevano dalle altre per avere la medaglia smaltata a colori ed inoltre la I classe era portata al collo tramite il nastro dell'ordine, ed era di dimensioni della seconda classe. Affiliate all'ordine si trovavano una medaglia d'oro ed una d'argento.
I gradi di benemerenza risultarono quindi:
- croce d'onore di I classe
- croce d'onore di II classe
- croce d'onore di III classe
- croce d'onore di IV classe
- medaglia d'onore d'oro
- medaglia d'onore d'argento

## Insegne
La medaglia dell'ordine consisteva in una croce di Malta smaltata di bianco e bordata d'oro, con al centro un cartiglio d'oro smaltato al centro di blu di Prussia, con incise le iniziali del principe regnante ("FG" per Federico Günther di Schwarzburg-Rudolstadt e "GFC" per Günther Federico Carlo II di Schwarzburg-Sondershausen).
Sul retro, invece delle cifre, al centro del medaglione centrale si trovava un leone rampante in oro, rivolto verso sinistra.
La medaglia poteva anche essere concessa con spade per le concessioni in tempo di guerra o per particolari meriti militari, a cui si poteva aggiungere anche una corona d'alloro a sostegno della medaglia qualora si fossero riportati particolari meriti nei confronti del nemico.
Il nastro era giallo con tre strisce blu.

## Insigniti notabili
Tra gli insigniti più notabili dell'ordine, si ricorda Gerd von Rundstedt, che divenne feldmaresciallo durante la seconda guerra mondiale, oltre a Gotthard Heinrici ed a Günther Blumentritt, che si distinsero poi tutti nella seconda guerra mondiale. Tutti e tre gli insigniti avevano ricevuto la croce d'onore di III classe.